# Hold Me (Laura Branigan)
Hold Me è il quarto album in studio della cantante statunitense Laura Branigan, pubblicato nel 1985.

## Tracce
1. Hold Me (Beth Andersen, Bill Bodine) – 4:46
2. Maybe Tonight (Jack White, Mark Spiro) – 3:40
3. Foolish Lullaby (White, Spiro) – 4:18
4. Spanish Eddie (David Palmer, Chuck Cochran) – 4:10
5. Forever Young (Marian Gold, Frank Mertens, Bernhard Lloyd) – 3:57
6. When I'm with You (White, Spiro, Harold Faltermeyer) – 4:15
7. I Found Someone (Michael Bolton, Mark Mangold) – 4:01
8. Sanctuary (Gary Usher, Tom Kelly) – 3:33
9. Tenderness (Laura Branigan, White, Spiro) – 3:46
10. When the Heat Hits the Streets (Linda Schreyer, Cappy Capossela) – 3:44